# Recount
Recount è un film per la televisione statunitense del 2008 scritto da Danny Strong e diretto da Jay Roach messo in onda per la prima volta il 25 maggio 2008 sul circuito televisivo statunitense della HBO.

## Trama
Il film TV è incentrato sui momenti cruciali delle elezioni presidenziali statunitensi del 2000, quando l'allora Governatore del Texas George W. Bush e il Vice Presidente Al Gore concorrevano per un posto alla Casa Bianca, soprattutto viene posta l'attenzione sui sospetti di errate valutazioni del voto, quando in Florida fu necessario il riconteggio delle schede per stabilire il vincitore.

## Premi
Il film è stato candidato a 8 Emmy (vincendo la statuetta come migliore film tv e migliore regia), 4 Golden Globe e 2 Screen Actors Guild Awards 2008 ed è stato trasmesso per la prima volta in Italia il 23 dicembre 2008 sul canale satellitare Sky Cinema.
- Golden Globe 2009: miglior attrice non protagonista (Laura Dern)
- 3 Premi Emmy 2008 (su 8 candidature): miglior film per la televisione, migliore regia per una miniserie o film per la televisione e miglior montaggio single-camera per una miniserie o film per la televisione
- Directors Guild of America Awards 2009: migliore regia per una miniserie o film per la televisione